# ハマゴウ属
ハマゴウ属（ハマゴウぞく、学名：Vitex、和名漢字表記：浜栲属）はシソ科の属の一つ。かつてはクマツヅラ科に分類されていた。

## 特徴
落葉または常緑の低木または高木。葉は掌状複葉または単葉で、対生する。花序は集散花序で、枝先または葉腋につき円錐状に集まる。花は小型で、色は紫色、白色または黄色。萼は鐘形になり5歯がある。花冠は筒状漏斗形で5裂し、下側の裂片は他の4裂片よりはるかに大きい。雄蕊は4個。花柱は1個で2裂する。果実は核果で球形になる。

## 分布
世界に約250種あり、熱帯地方に多い。日本には、3(-4)種が分布する。

## 種

### 日本の種
- ヤエヤマハマゴウ Vitex bicolor Willd. -絶滅危惧IA類(CR)
- オオニンジンボク Vitex quinata (Lour.) F.N.Williams -絶滅危惧IA類(CR)
- ハマゴウ Vitex rotundifolia L.f.
- ミツバハマゴウ Vitex trifolia L.

### 栽培種、帰化種
- セイヨウニンジンボク Vitex agunus-castus L.
- タイワンニンジンボク Vitex negundo L. var. negundo
  - ニンジンボク Vitex negundo L. var. cannabifolia (Siebold et Zucc.) Hand.-Mazz.
  - クサニンジンボク Vitex negundo L. var. incisa (Lam.) C.B.Clarke